# Butik

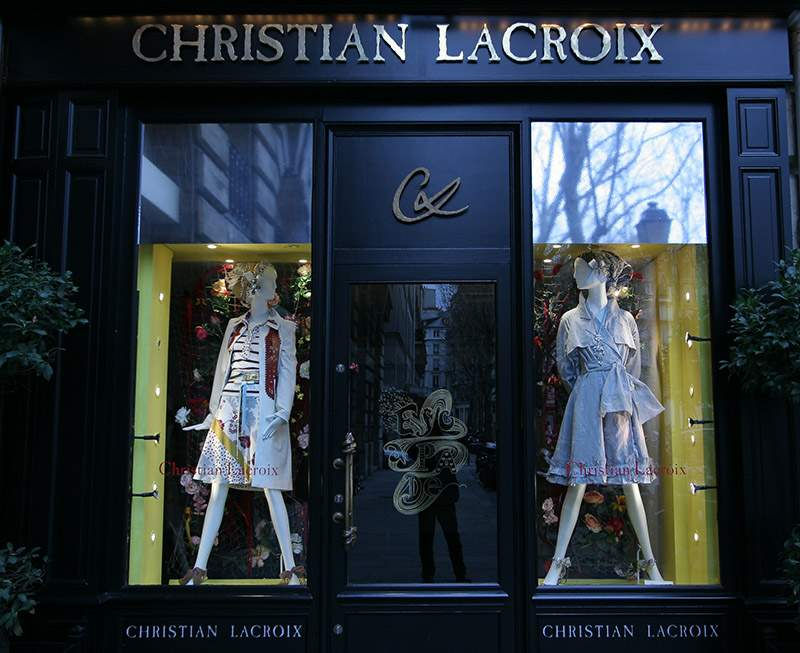
Butik

Butik (z franc. boutique) – niewielki sklep stacjonarny lub internetowy z modną lub ekskluzywną odzieżą bądź galanterią. Często sprzedający produkty jednej marki, w szczególności jednego projektanta. 